# Polittico di San Lorenzo in Castel San Pietro
Il Polittico di San Lorenzo in Castel San Pietro (o di Castel Trosino) è una pala d'altare a tempera e oro su tavola di Carlo Crivelli e bottega, databile al 1488-1489 e oggi smembrata tra musei europei e americani.

## Storia
Ricostruito ipoteticamente da Federico Zeri (1961), dovrebbe provenire dalla chiesa di San Lorenzo in Castello nella frazione di Castel San Pietro, oggi comune di Palmiano, per la quale esistono alcuni documenti di un polittico di Crivelli. Nell'atto di allogazione stesso si parla di un "famulo", ovvero di un garzone di bottega chiamato "Michele greco": nella stesura dei pannelli si riconosce infatti la presenza di aiuti.
Se ne conoscono oggi quattro scomparti di santi, riconoscibili per la tenda che cala dietro di essi:
- San Giovanni Battista (frammento), 73x35 cm, Oxford, Ashmolean Museum
- Sant'Agostino, 132x35 cm, Tokyo, Museo nazionale d'arte occidentale
- San Lorenzo (frammento), 58x38 cm, collezione privata
- Santo vescovo (frammento), 57x38 cm, Utrecht, Museo arcivescovile

La ricostruzione dei quattro santi ai lati di un'ipotetica Madonna (tre dei quali privati della metà inferiore) presenta alcune perplessità: a destra della Vergine si sarebbe dovuto trovare il titolare della chiesa, quindi Lorenzo, ma la sua posa frontale lo colloca piuttosto a sinistra: due santi vescovi a destra sarebbero quindi anomali.
Tra i santi, il Battista è molto danneggiato (Berenson lo attribuì a Vittore Crivelli, ma lo vide pesantemente ridipinto), mentre il Santo vescovo di Tokyo è l'unico a figura intera e nelle migliori condizioni, con una ricca decorazione nel pallio e nella mitria; proviene dalla collezione Butler di Londra dalla quale passò in quella Matsukata, arrivando in Giappone e, dopo essere stato in collezioni private, venendo acquistato dal museo nel 1962. L'esemplare in collezione privata, il San Lorenzo, era originariamente nella collezione Thyssen, e fu battuto all'asta da Sotheby's a New York il 25 gennaio 2001 (n. 26).

## Possibile ricostruzione
|  |  |  |  |  |